# San Vicente del Valle
San Vicente del Valle község Spanyolországban, Burgos tartományban. San Vicente del Valle Belorado, Fresneda de la Sierra Tirón és Villagalijo községekkel határos. Lakosainak száma 28 fő (2024).

## Népesség
A település népessége az utóbbi években az alábbiak szerint változott:
| Lakosok száma | 34   | 52   | 48   | 37   | 40   | 31   | 29   | 24   | 27   | 28   |
|               | 2001 | 2004 | 2006 | 2009 | 2011 | 2014 | 2016 | 2019 | 2021 | 2024 |